# The Modern Jazz Quartet at Music Inn/Volume 2 Guest Artist: Sonny Rollins
| Recensione | Giudizio |
| ---------- | -------- |
| AllMusic   |          |

The Modern Jazz Quartet at Music Inn/Volume 2 Guest Artist: Sonny Rollins è un album a nome The Modern Jazz Quartet Guest Artist: Sonny Rollins, pubblicato dalla Atlantic Records nel giugno del 1959  .

## Tracce
LP (1959, Atlantic Records, 1299/SD 1299)
Lato A
1. Medley – 8:17 – Registrato dal vivo il 3 agosto 1958
2. Yardbird Suite – 5:15 (musica: Charlie Parker) – Registrato dal vivo il 3 agosto 1958
3. Midsömmer – 7:03 (musica: John Lewis) – Registrato dal vivo il 3 agosto 1958

Lato B
1. Festival Sketch – 3:43 (musica: John Lewis) – Registrato dal vivo il 3 agosto 1958
2. Bags' Groove – 8:35 (musica: Milt Jackson) – Registrato dal vivo il 31 agosto 1958
3. Night in Tunisia – 6:57 (musica: Dizzy Gillespie, Frank Paparelli) – Registrato dal vivo il 31 agosto 1958

## Musicisti
MJQ
- John Lewis – pianoforte
- Milt Jackson – vibrafono
- Percy Heath – contrabbasso
- Connie Kay – batteria

Ospite
- Sonny Rollins – sassofono tenore (solo nei brani: Bags' Groove e Night in Tunisia)

### Produzione
- Nesuhi Ertegun – produzione, supervisione
- Registrazioni effettuate dal vivo al Music Inn di Lenox, Massachusetts, 3 e 31 agosto 1958
- Tom Dowd – ingegnere delle registrazioni
- Marvin Israel – design copertina album originale
- Clemens Kalischer – foto copertina album originale
- Gunther Schuller – note retrocopertina album originale[4]